# Biserica Amzei
Biserica Amzei este un monument istoric aflat pe teritoriul municipiului București.

## Galerie

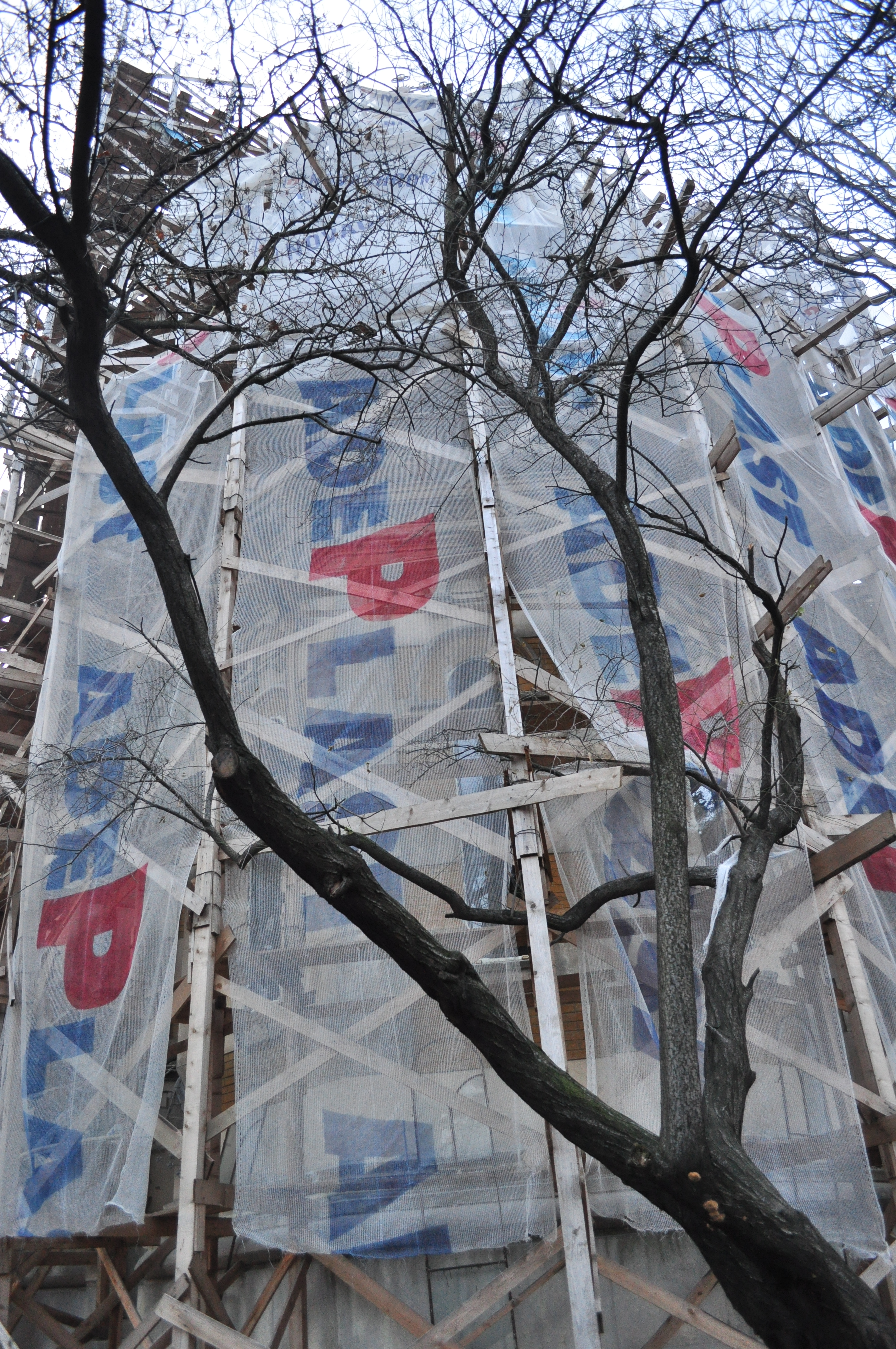
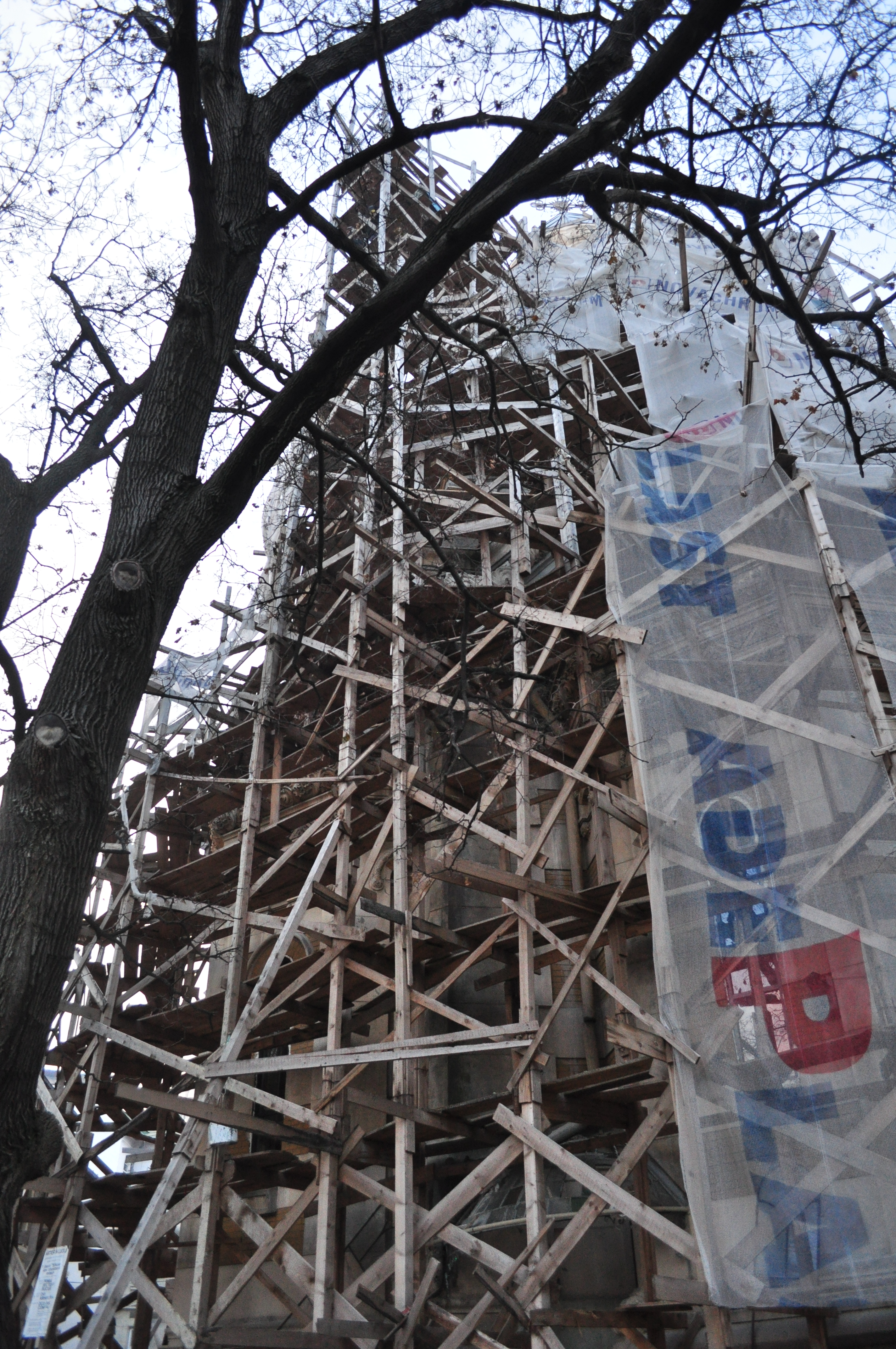
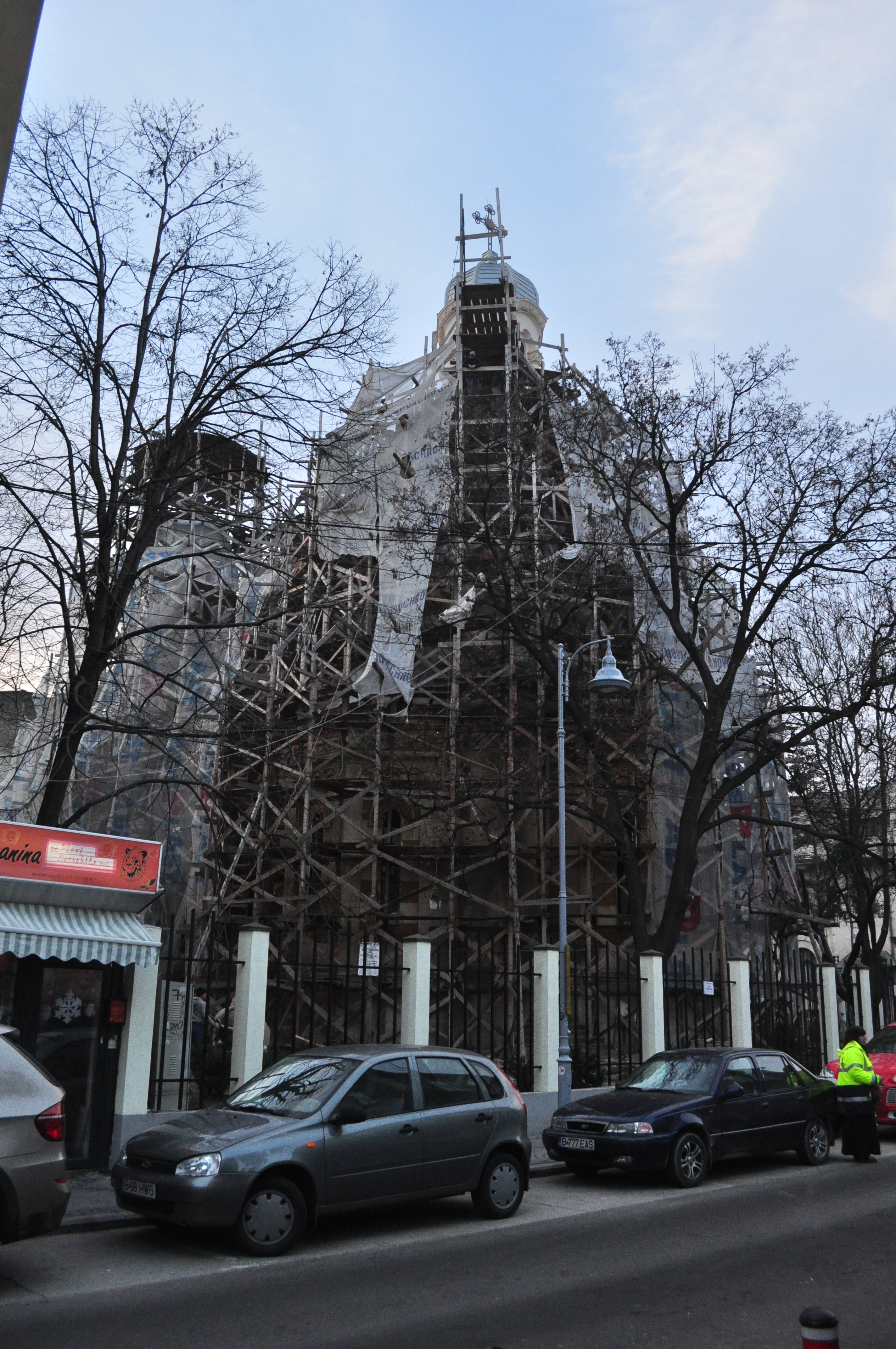
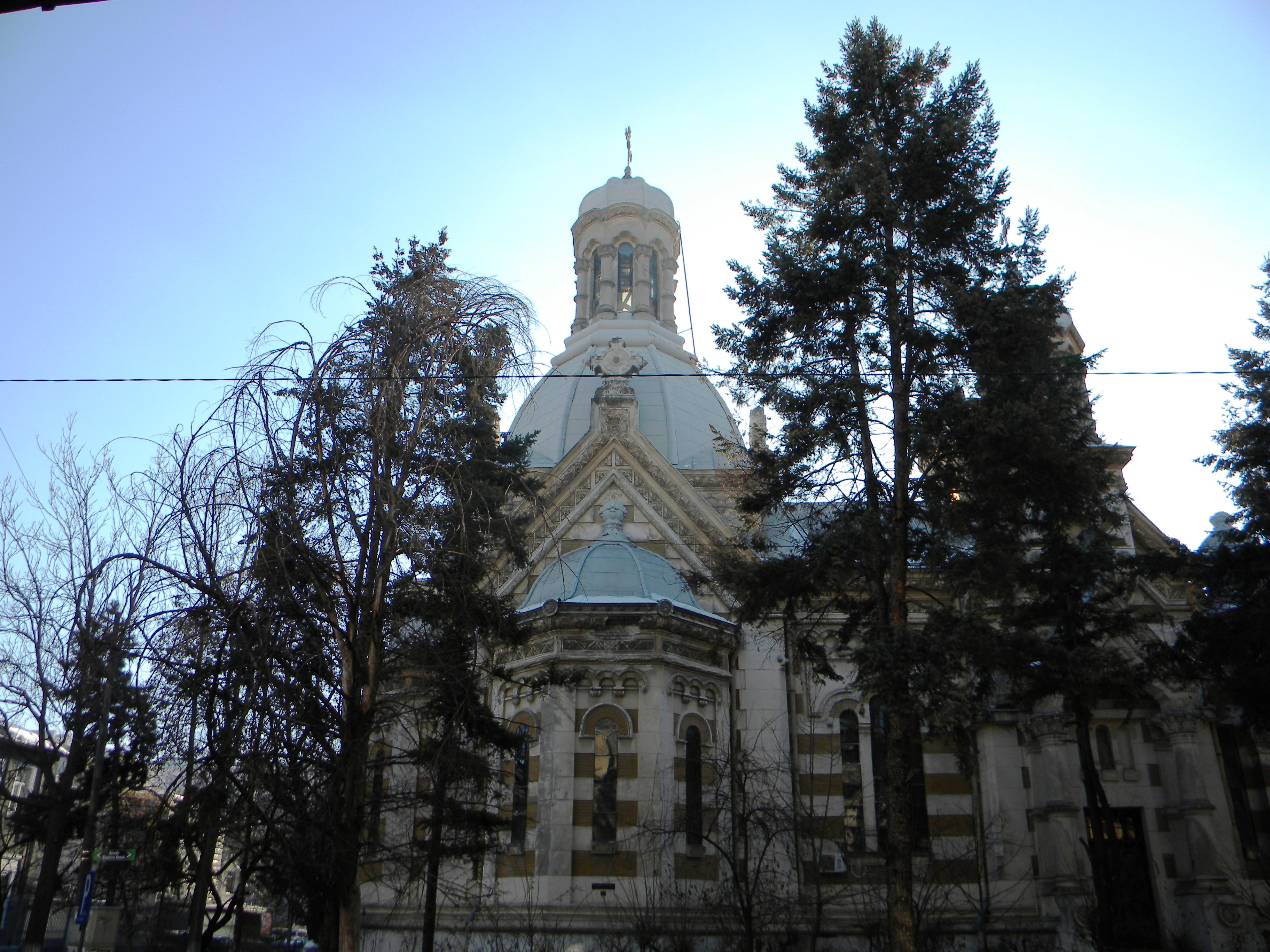
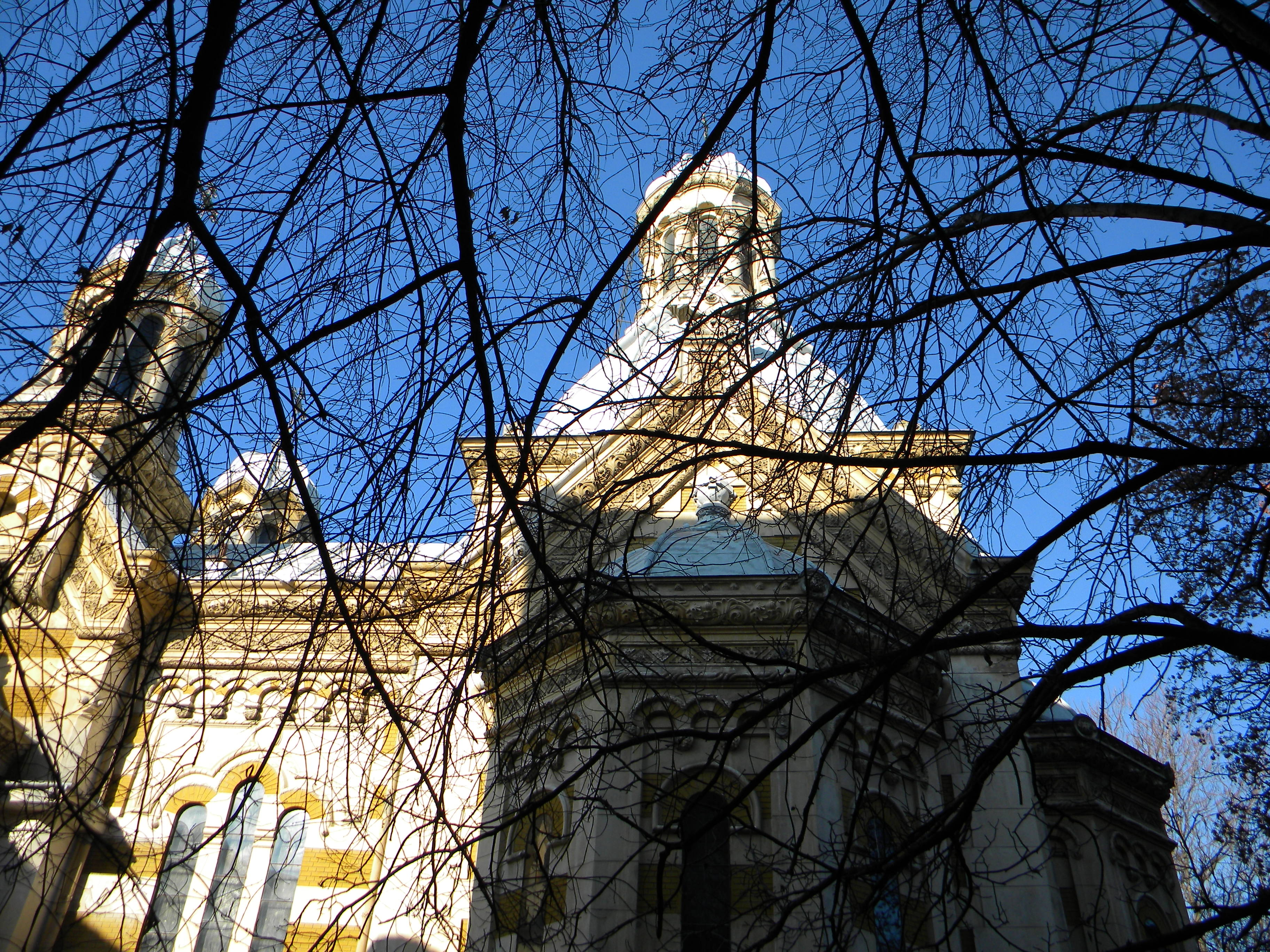
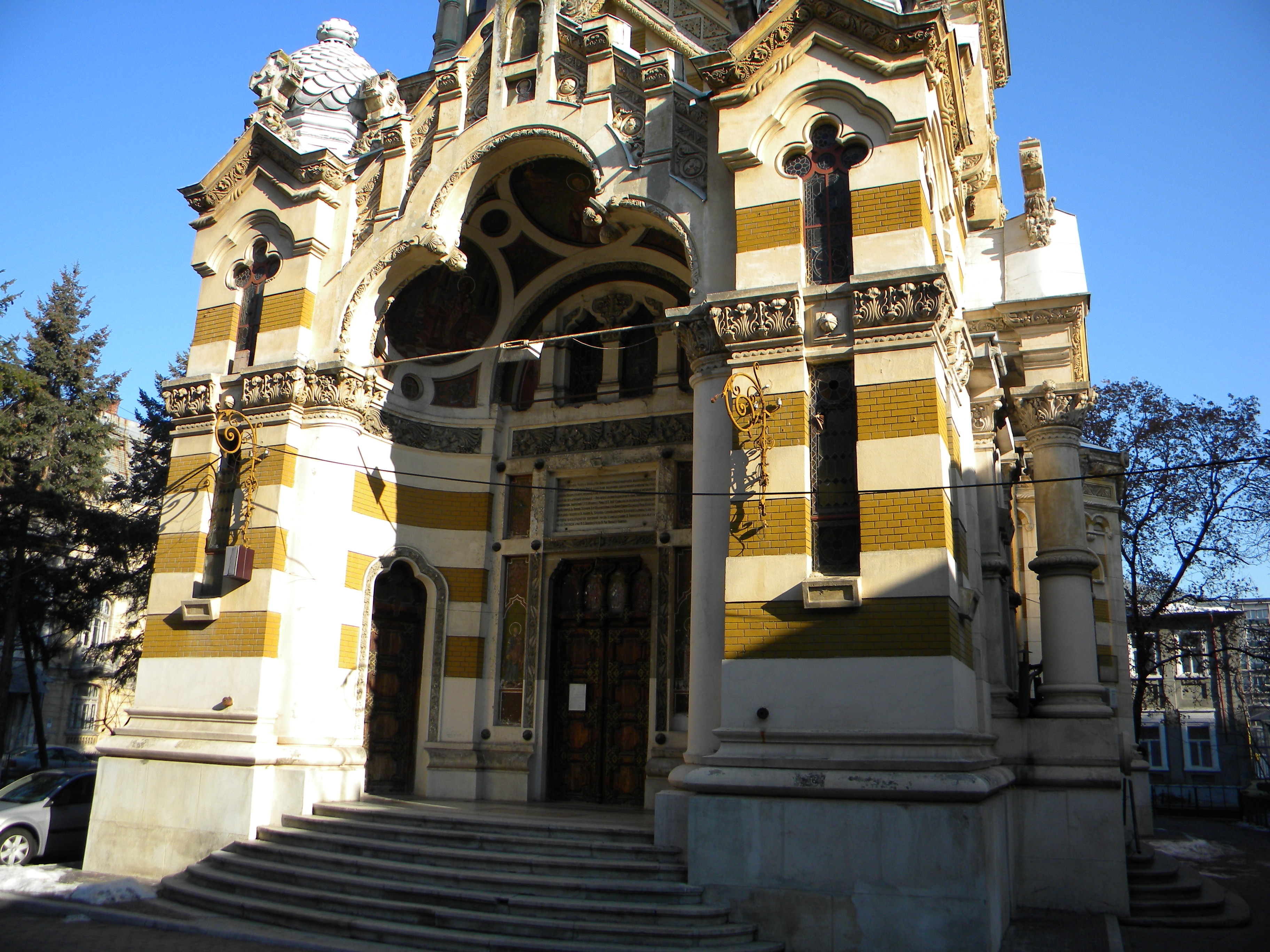
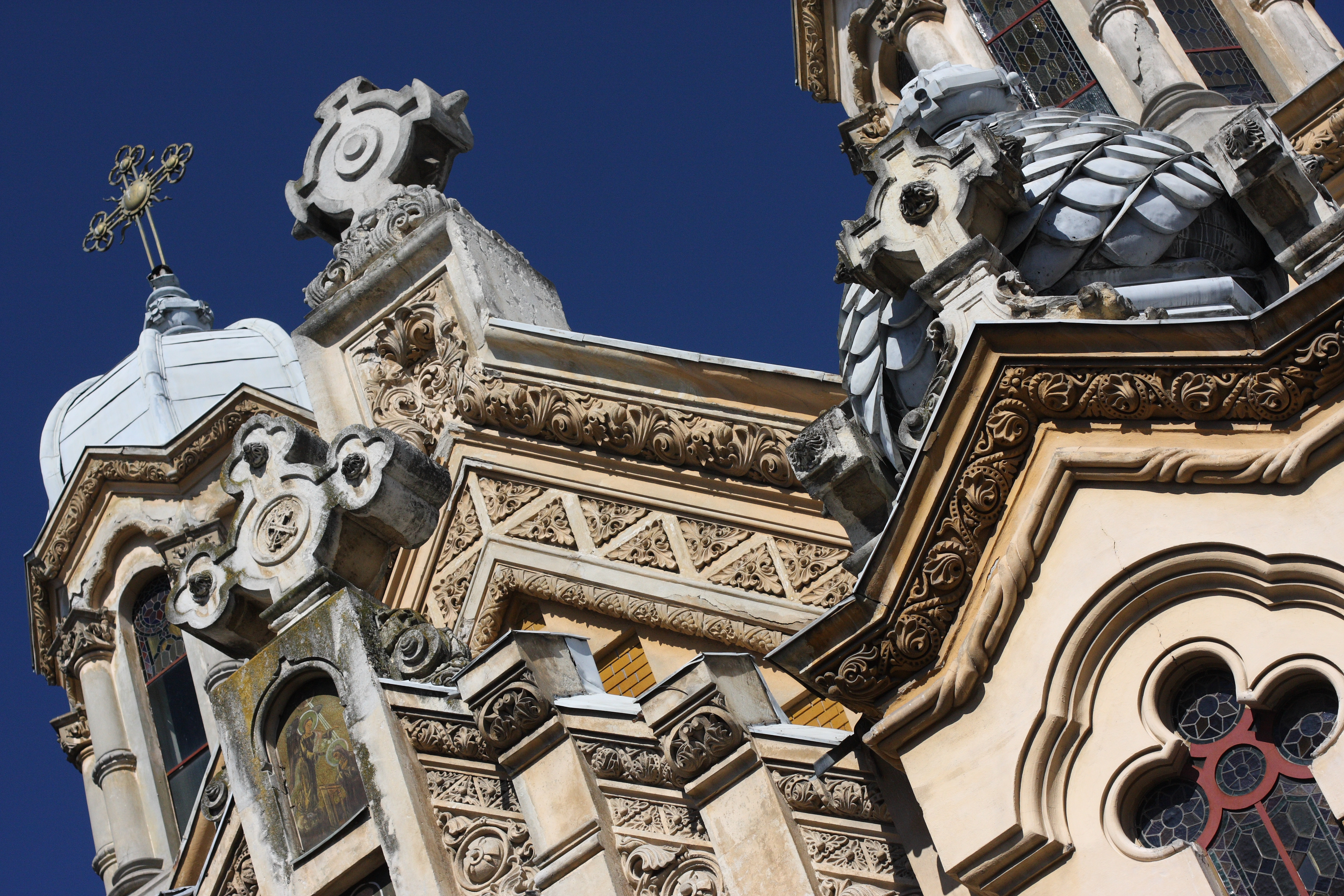
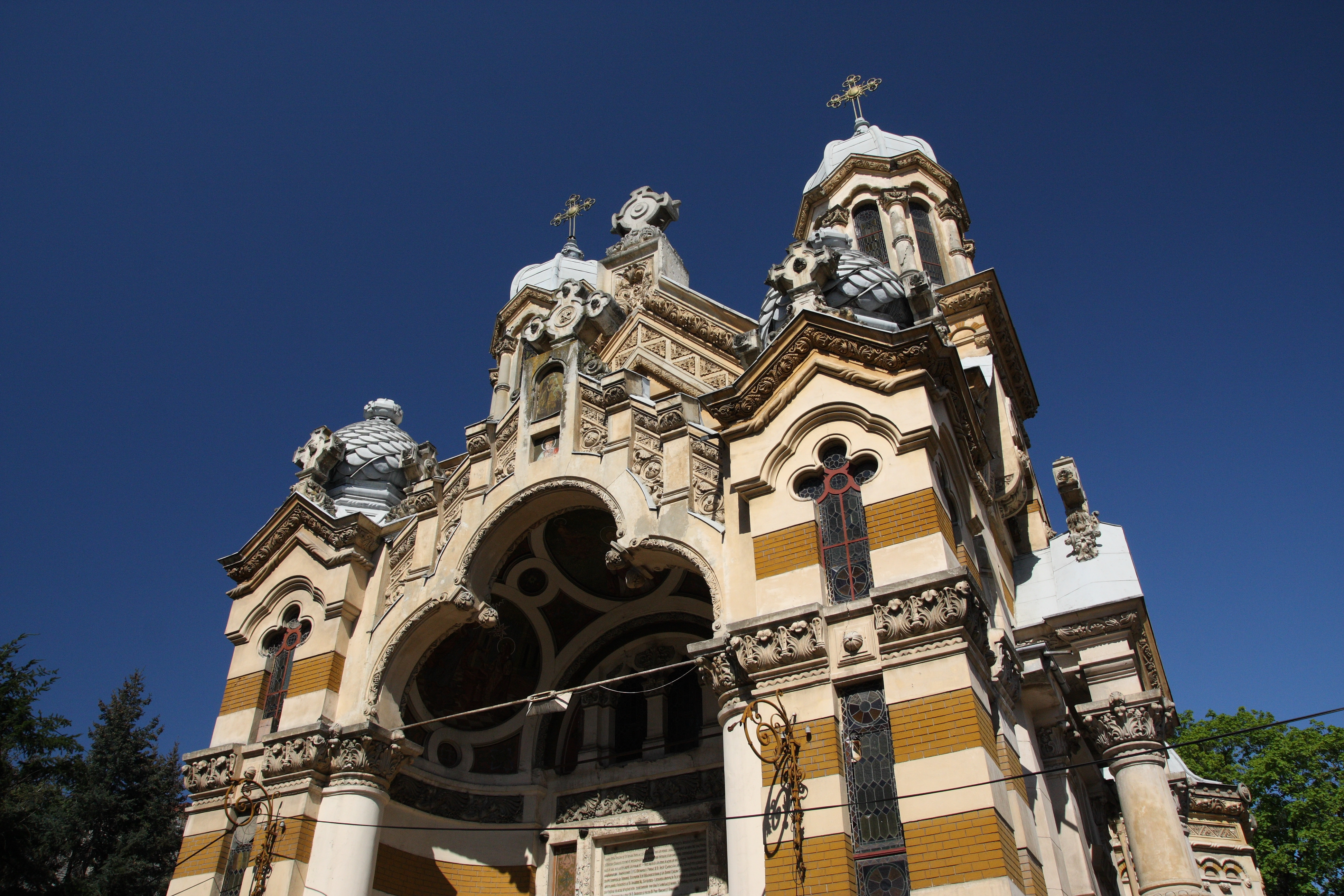
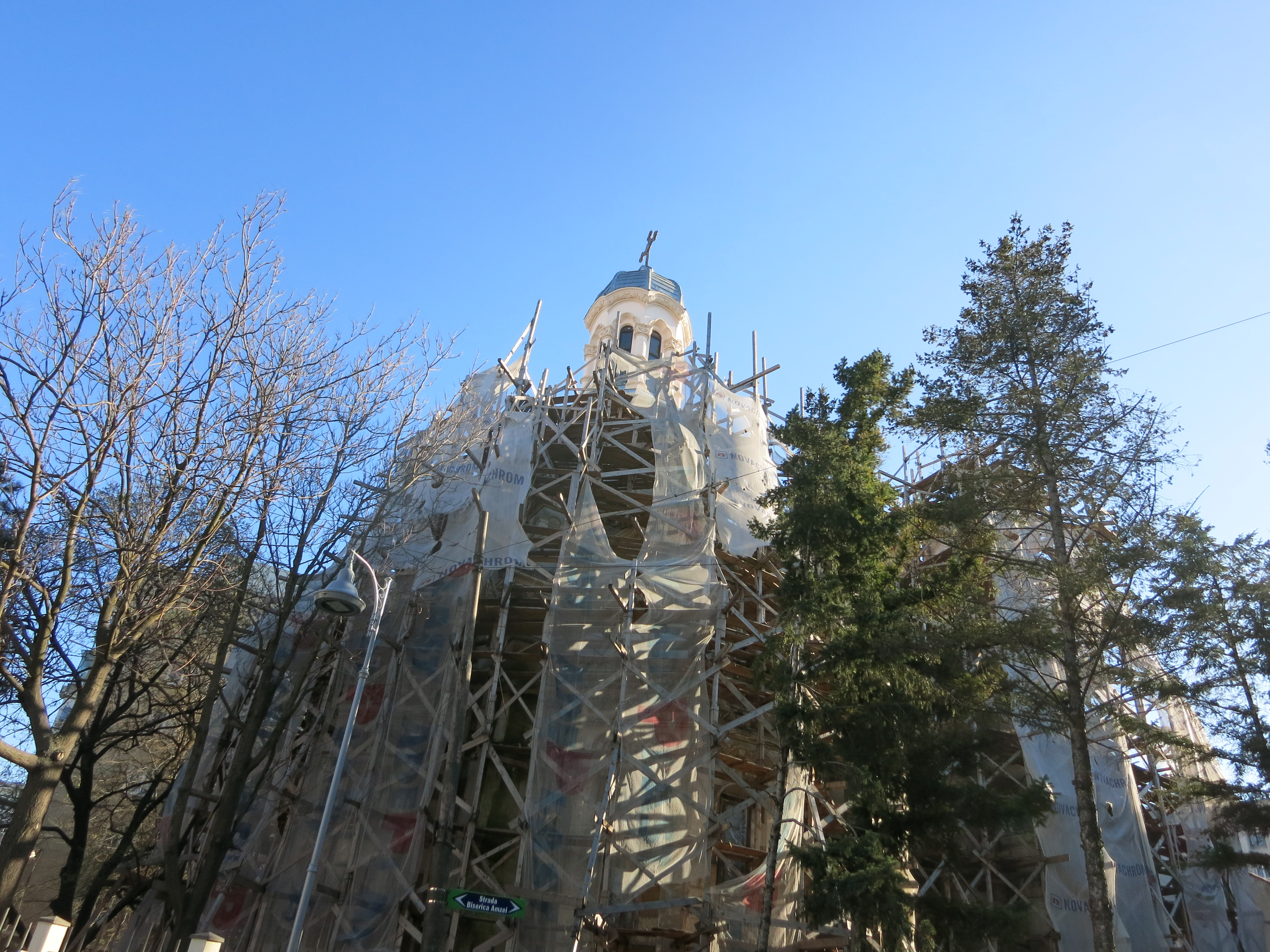